# Theodor-Heuss-Gymnasium Pforzheim
Das Theodor-Heuss-Gymnasium (kurz: THG) ist eines von fünf allgemeinbildenden, städtischen Gymnasien in Pforzheim. Seinen Namen erhielt es nach dem ersten Bundespräsidenten der Bundesrepublik Deutschland, Theodor Heuss.
Die Schule wird von knapp 900 Schülerinnen und Schülern besucht. Sie werden von etwa 70 Lehrerinnen und Lehrern unterrichtet. Es werden zwei Profilbereiche ab Klasse 9 angeboten: naturwissenschaftlich und sprachlich.

## Geschichte
Am 1. August 1976 wurde das bisherige Hebel-Gymnasium in die beiden Gymnasien Hebel I und Hebel II geteilt. Nach provisorischer Unterbringung erhielt das Hebel-Gymnasium II 1979 das Gebäude in der Pforzheimer Zerrennerstraße. 1980 wurde es in Theodor-Heuss-Gymnasium umbenannt.
Seit 2001 ist das THG „Partnerschule für Europa“ mit bilingualer deutsch-englischer Abteilung und bietet bilingualen Sachfachunterricht ab Klasse 7 an („Bili-Zug“).
Seit 2012 trägt das THG die Auszeichnung „MINT-freundliche Schule“ in Baden-Württemberg.
Seit 2012/13 ist das THG eine der 44 baden-württembergischen G9-Modellschulen.
Das Gebäude wurde 2003 wegen gestiegener Schülerzahlen um eine Etage aufgestockt. Im nahen Benckiserpark erhielt das THG im Schuljahr 2004/05 zusammen mit dem benachbarten Hebel-Gymnasium eine eigene Turnhalle.
Seit dem Schuljahr 2018/19 betreuen Lehrkräfte sowie Schülerinnen und Schüler gemeinsam den Instagram-Account der Schule, der sich in Folge des Projekts „Schule als Staat“ am THG etablierte.

## Schulleitung
Das THG wird seit dem Schuljahr 2023/24 von Harald Philipps geleitet.
Vorgänger: Dieter Lang (1976–1979), Gerhard Gerlinger (1979–1998), Hans-Joachim Schweizer (1998–2001), Karl-Heinz Renner (2002–2010), Udo Kromer (kommissarisch 2001/2002 sowie 2011–2018), Stefan Mielitz (2018–2023).

## Partnerschulen
- North Brunswick Township High School, North Brunswick Township, USA
- Colegio Alemán Eduardo L. Holmberg, Quilmes, Argentinien
- Collège de l'Aubance, Brissac-Quincé, Frankreich
- Instituto Radio Exterior, Alicante, Spanien[6]

## Bekannte Schüler
- Silke Lippok (* 1994), Schwimmerin, Abitur 2012